# تیودازوسین
تیودازوسین (انگلیسی: Tiodazosin) یک آنتاگونیست گیرنده α۱-آدرنرژیک است.